# Sofijiwska Borschtschahiwka
Sofijiwska Borschtschahiwka (ukrainisch Софіївська Борщагівка; russisch Софиевская Борщаговка Sofijewskaja Borschtschagowka) ist ein Dorf in der ukrainischen Oblast Kiew mit etwa 6500 Einwohnern (2006).

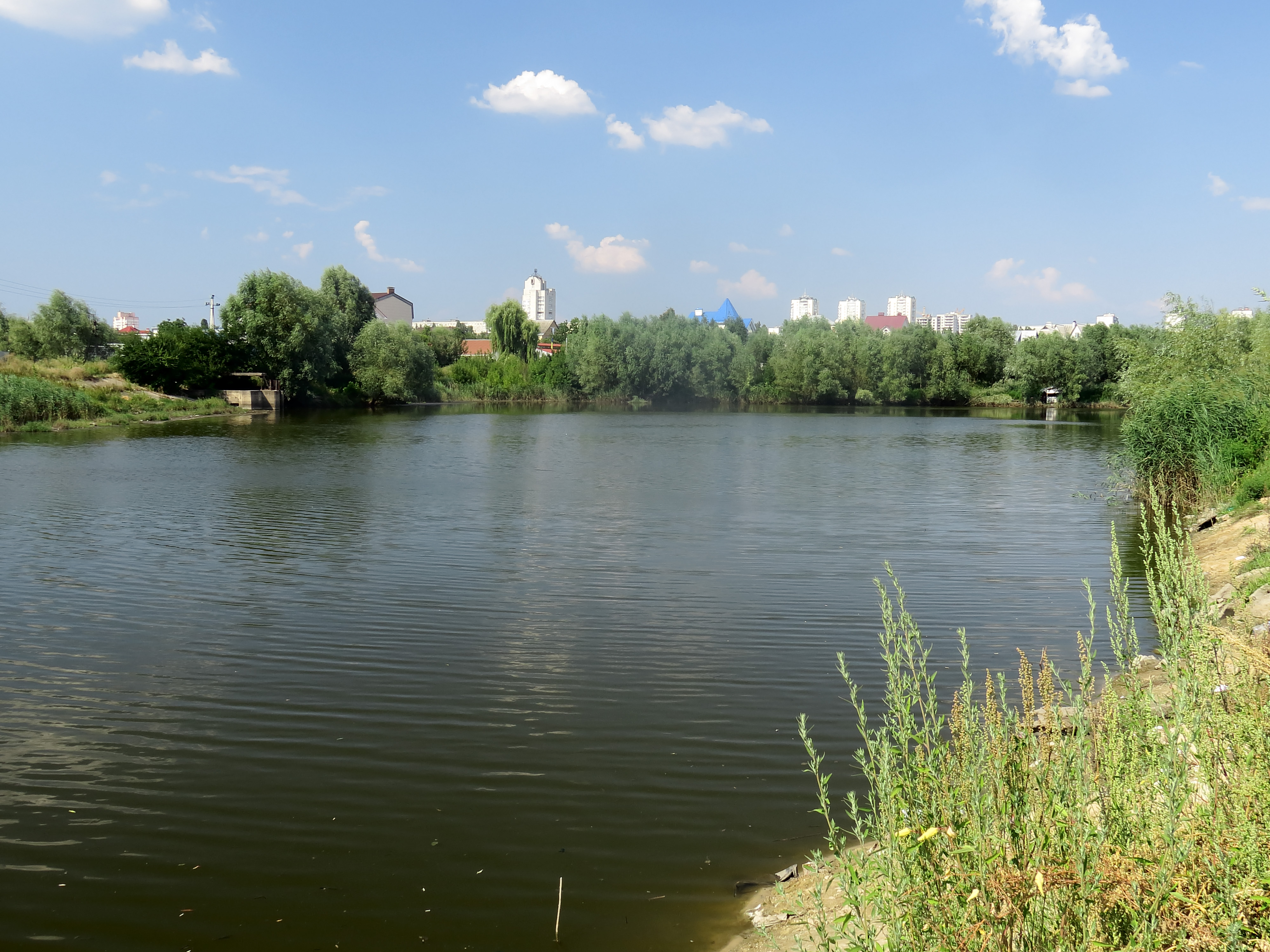
Teich in Sofijiwska Borschtschahiwka

Der Name des Dorfes stammt vom Kloster der Sophienkathedrale, dem das 1578 gegründete Dorf gehörte.

## Geographie
Das Dorf liegt im Rajon Butscha an der Regionalstraße P–04, es grenzt im Osten an Kiew, dessen Zentrum etwa 15 km westlich liegt. Im Norden liegt das Dorf an Petropawliwska Borschtschahiwka und im Süden grenzt das Dorf an die Stadt Wyschnewe.
Am 12. Juni 2020 wurde das Dorf ein Teil der neugegründeten Landgemeinde Borschtschahiwka (Борщагівська сільська громада/Borschtschahiwska silska hromada), bis dahin bildete es die gleichnamige Landratsgemeinde Sofijiwska Borschtschahiwka (Софіївсько-Борщагівська сільська рада/Sofijiwsko-Borschtschahiwska silska rada) im Zentrum des Rajons Kiew-Swjatoschyn.
Am 17. Juli 2020 kam es im Zuge einer großen Rajonsreform zum Anschluss des Rajonsgebietes an den Rajon Butscha.